# Svédpadló
A svédpadló speciális parkettatípus.

## Tulajdonságai
Nagyobb méretei különböztetik meg a többi parkettától. Teljes vastagságában keményfából készül. 50-240 cm hosszúságban és 6-24 cm széles elemekben gyártják.
Többször csiszolható, lakkozható, pácolható, olajozható.
A csaphornyos parkettánál nagyobb lamellái miatt különbözik.
Keményfából készül, ezért a páratartalom változásra érzékeny. A lamellák összeszáradása, illetve dagadása könnyen bekövetkezhet, ha a környezet eltér az optimális 45-55% relatív páratartalomtól.

„A svédpadló annyiban különbözik ettől, hogy keskenyebb és rövidebb deszkákat használnak, amelyeket kétsoros tégla-kötésben fektetnek le. A parketta kisebb méretű (20–45 centi hosszú, 2–6 centi széles) deszkákból áll, ragaszthatják vagy szögezhetik, fektethető,kétsoros téglakötésben, hal-szálka-, fonott vagy sakktábla-mintában és még sokféle variációban. ”